# Perham Wilhelm Nahl

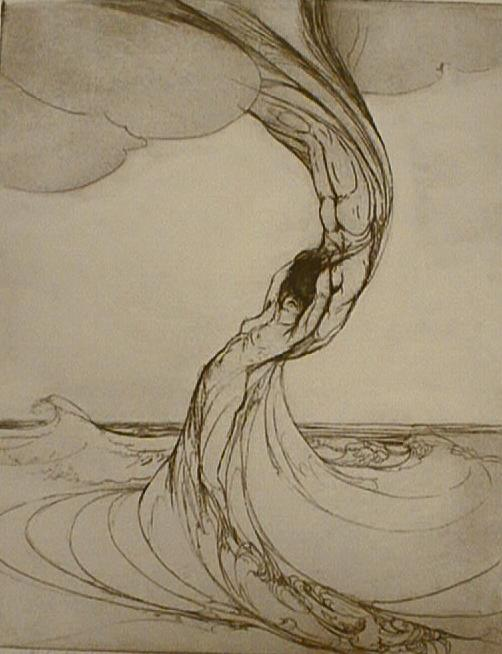
Perham Wilhelm Nahl – 1915, Typhoon

Perham Wilhelm Nahl auch Perham W. Nahl oder Perham Nahl (* 11. Januar 1869 in San Francisco, Kalifornien, USA; † 1935 in Berkeley, Kalifornien, USA) war ein US-amerikanischer Graveur, Maler, Lithograf und Illustrator des späten 19. und des frühen 20. Jahrhunderts bis 1935 sowie Lehrer an einer Kunsthochschule. Er stammte aus der Künstlerfamilie Nahl und war der Sohn von Hugo Wilhelm Arthur Nahl (* 1833; † 1889), dem jüngeren der beiden Nahl Brothers.

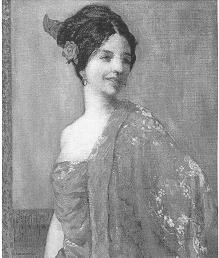
Perham Wilhelm Nahl – 1913, Mantón de Manila

## Leben
Perham begann sein Kunststudium bei seinem Vater Arthur und seinem Onkel Charles Christian Nahl und setzte es 1899–1906 am Mark Hopkins Institut fort. Als das Erdbeben und das große Feuer den größten Teil von San Francisco 1906 zerstörte, begab er sich nach Europa und studierte in Paris und München (Heymann-Akademie). Perham Nahl gewann für sein künstlerisches Schaffen viele Preise. Nach seiner Rückkehr nach Kalifornien im Jahr 1907 unterrichtete er Kunsttechnik und -anatomie an der Universität von Kalifornien und allein 20 Jahre am California College of the Arts, das er selbst mitbegründet hatte.

## Werke

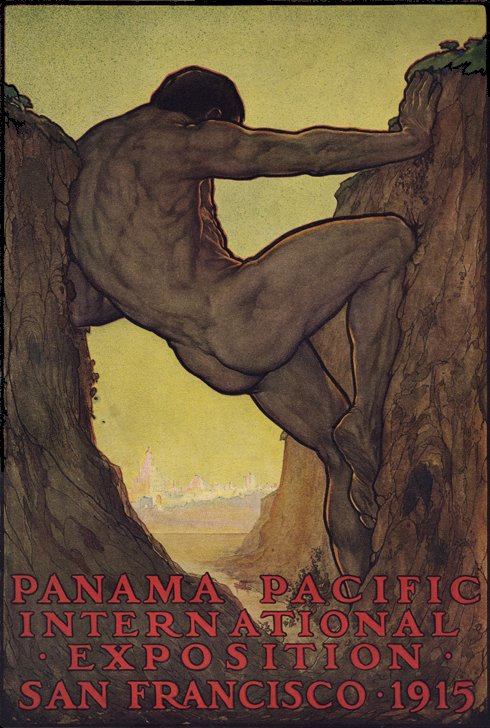
The 13th Labor of Hercules Ausstellungsplakat der Panama-Pacific International Exposition von Perham Wilhelm Nahl 1915

Weltbekannt wurde Perham Wilhelm Nahl 1915 durch sein preisgekröntes Bild The Thirteenth Labor of Hercules, das der Panama-Pacific International Exposition zum 10. Jahrestag des Baus des Panama-Kanals als offizielles Ausstellungsplakat diente.
Die heroische Darstellung erschien auf Stadtplänen, Bucheinbänden, Ausstellungskatalogen und fand durch die weltweite Werbung enorme Verbreitung. Der mythologische Herkules symbolisiert die Erbauer des Kanals, indem er mit aller Kraft die beiden amerikanischen Erdteile für den neuen Wasserweg auseinander schiebt.

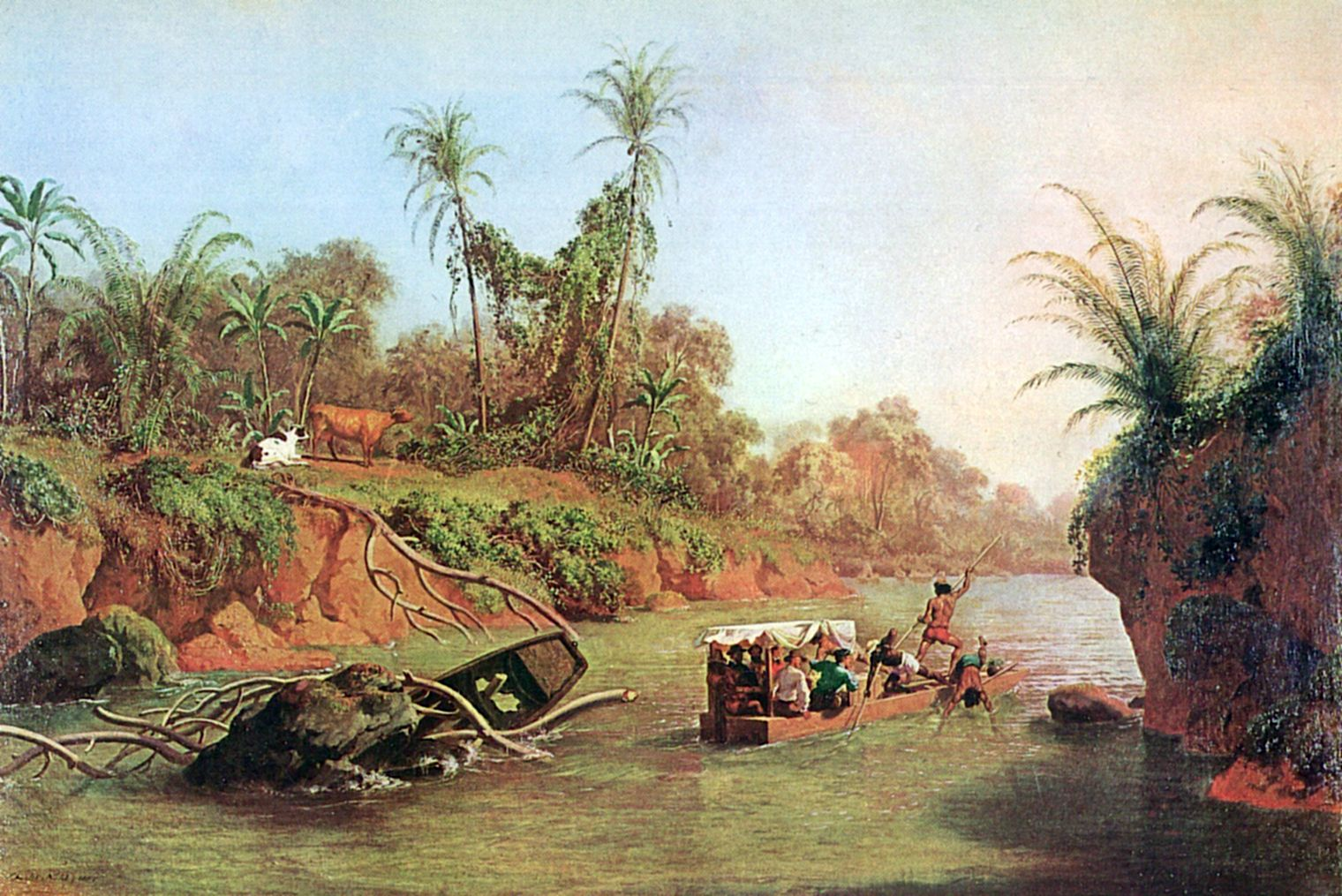
Der Isthmus von Panama auf der Höhe des Chagres River, Von Charles Christian Nahl 1850 auf der abenteuerlichen Reise nach Kalifornien gemalt

Die nach Amerika eingewanderte Familie Nahl (Vater, Onkel und weitere Verwandten und Freund Frederick August Wenderoth) hatte auf ihrem Weg von New York zu den kalifornischen Goldfeldern noch an gleicher Stelle die abenteuerliche Passage über den Isthmus von Panama bewältigt. Onkel Charles hielt gefährliche Szenen in Ölbildern fest.
Ein weiteres frühes Interessengebiet Perham Nahls zeigen Patente im flugtechnischen Bereich.